# Andrus Kivirähk
Andrus Kivirähk (17 de agosto de 1970) es un escritor y satirista estonio. 
Nació en una familia dedicada al teatro. Estudió periodismo en la Universidad de Tartu de 1988 a 1993.
Kivirähk es considerado como uno de los autores actuales más multifacéticos, populares y productivos de Estonia. Ya de adolescente, en 1984, debutó en la revista satírica Pikker y desde 1991 escribe para el diario Eesti Päevaleht. Tiene numerosas publicaciones como autor de novelas, libros de niños y de teatro, así como columnista.
Es conocido por su humor con carácter grotesco y satírico hasta el absurdo, con lo que quiere llegar hasta a "deconstruir el mito nacional".
Hasta el 2004 25000 ejemplares de su novela Rehepapp ehk November se habían vendido, con lo que se convirtió en el escritor estonio más popular del siglo XXI. Su libro Mees, kes teadis ussisõnu (El Hombre que Hablaba Con Serpientes) (2007) ha sido uno de los mejores vendidos en Estonia. Es miembro de la Unión de Escritores Estonios (en estonio: Eesti Kirjanike Liit) desde 1996.

## Publicaciones en estonio
- Õlle kõrval (1996)
- Kalevipoeg (1997)
- Liblikas. (1999 y 2007)
- Rehepapp ehk November (2000)
- Mees, kes teadis ussisõnu (2007)
- Ivan Orava mälestused, ehk, Minevik kui helesinised mäed, 1995
- Suur Tõll (Big Toell), Varrak 2014

También ha producido numerosos libros para niños.

## Traducciones

### Español
- El hombre que hablaba serpiente. (Impedimenta)

### Neerlandés
- De man die de taal van slangen sprak. (Prometheus, 2015)

### Inglés
- The Man Who Spoke Snakish (Grove Press Atlantic 2015)

### Finlandés
- Kun Musti muni mummon (Carnaval y la ensalada de papas, historias, WSOY 2018)
- Koiranne alkaa kohta kukkia, Otava 2016
- Keksijäkylän Lotta (Lotte de Gadgetville, Otava 2008)
- Riihiukko (Old Barny, Otava 2000)

### Francés
- L'Homme qui savait la langue des serpents (The Man Who Spoke Snakish, Le Tripode 2013)
- Le Papillon (The Butterfly, Le Tripode 2017)
- Les Groseilles de novembre (Le Tripode 2014)

### Alemán
- Frösche küssen (A Frog Kiss, Willegoos 2015)
- Der Schiet und das Frühjahr (Poo and Spring, Willegoos 2015)
- Der Mann, der mit Schlangen sprach (The Man Who Spoke Snakish, Klett-Cotta 2017)

### Húngaro
- Kék vagon (Helesinine vagun, Kráter Műhely Egyesület 2005)
- Sári, Samu és a titkok (Sirli, Siim and the Secrets, Cerkabella 2008)
- Breviárium (Észt Intézet / Pluralica 2011)
- Az ember, aki beszélte a kígyók nyelvét ( Mees, kes teadis ussisõnu, Typotex 2015)
- Ördöngős idők (Rehepapp ehk november, Gondolat Kiadói Kör 2018)
- Szépséges kék állat (Sinine sarvedega loom, Gondolat Kiadó, 2021)

### Italiano
- Lotte. L’avventuroso viaggio al sud (Lotte’s Journey South, De Bastiani 2019)

### Letón
- Lote no Izgudrotāju ciema (Lotte from Gadgetville, Zvaigzne ABC 2019)
- Oskars un lietas (Oskar and the Things, Liels un mazs 2018)
- Karnevāls un kartupeļu salāti (Carnival and Potato Salad, Liels un mazs 2016)
- Lotes ceļojums uz dienvidiem (Lotte’s Journey South, Zvaigzne ABC 2013)
- Kaka un pavasaris (Poo and Spring, Liels un mazs 2012)
- Sirli, Sīms un noslēpumi (Sirli, Siim and the Secrets, Liels un mazs 2009)

### Lituano
- Sirlė, Simas ir slėpiniai (Sirli, Siim and the Secrets, Kronta 2010)
- Žmogus, mokėjęs gyvačių kalbą (The Man Who Spoke Snakish; translated by Agnė Bernotaitė-Jakubčionienė; Vilnius: Aukso žuvys, 2020)

### Bajo alemán
- De Schiet un dat Fröhjohr (Poo and Spring, Plaggenhauer 2015)

### Polaco
- Oskar i rzeczy (Oskar and the Things, Widnokrąg 2018)
- Człowiek, który znał mowę węży (The Man Who Spoke Snakish, Marpress 2020, translated by Anna Michalczuk-Podlecki)

### Ruso
- Оскар и вещи (Oskar and the Things, КПД 2019)
- Путешествие Лотты в тёплые края (Lotte’s Journey South, Eesti Joonisfilm 2017)
- Карнавал и картофельный салат (Carnival and Potato Salad, Varrak 2016)
- Поцелуй лягушку! (A Frog Kiss, Varrak 2014)
- Весна и какашка (Poo and Spring, Tallinn: Varrak 2010)
- Лимпа и пираты (Limpa and the Pirates, Varrak 2009)
- Лотте из Деревни Изобретателей (Lotte from Gadgetville, Eesti Päevaleht 2009)
- Жираф (Giraffe, КПД 2008)
- Сирли, Сийм и секреты (Sirli, Siim and the Secrets, КПД 2008)

### Esloveno
- Sara, Simon in skrivnosti (Sirli, Siim and the Secrets, KUD Sodobnost International 2015)

### Japanés
- HEBI NO KOTOBA WO HANASHITA OTOKO published by KAWADE SHOBO SHINSHA, Publishers, translator: Ryoko Sekiguchi(traducido del francés L'Homme qui savait la langue des serpents)

## Premios
- 1994: Premio de Humor Oskar Luts
- 1996: Premio anual del capital cultural estonio
- 1998: Premio de novela Friedebert Tuglas
- 2001: Premio anual del capital cultural estonio
- 2001: Premio de literatura Virumaa
- 2003: Premio de novela Tammsaare
- 2003 Medalla conmemorativa Kreutzwald
- 2006: Premio Nukits para el mejor libro para niños de Estonia
- 2007: Premio estatal estonio de cultura
- 2008: Premio Nukits para el mejor libro para niños de Estonia
- 2008: Premio anual del capital cultural estonio
- 2008: Premio de literatura Virumaa
- 2008: Premio Eduard Vilde
- 2008: Premio Stalker para ciencia ficción estonia
- 2010: Premio Nukits para el mejor libro infantil estonio
- 2011: Premio Janis Baltvilksi de literatura infantil (Letonia)
- 2013: Premio Janis Baltvilksi de literatura infantil (Letonia)
- 2014: Premio anual del capital cultural estonio
- 2014: Grand Prix de l’Imaginaire para la mejor novela extranjera L'homme qui savait la langue des serpents (Francia)
- 2016: Premio de literatura de la ciudad de Tartu por el libro juvenil Oskar ja asjad
- 2019 Premio de literatura del capital cultural estonio (literatura infantil)
- 2020: Premio Nukits para el mejor libro infantil de Estonia

## Literatura
- Heinapuu, Ott; Kikas, Katre (2004). «Folk Belief or Anecdote? On the Genre Logic of Rehepapp by Andrus Kivirähk in the Context of Folklore Genres» (PDF). Folklore (Tartu, Estonia: Institute of Estonian Language, Estonian Folklore Archives) 26: 101-112. ISSN 1406-0957. Consultado el 16 de mayo de 2008.
- Estonian Literature Information Centre